# Sędzia sportowy
Sędzia sportowy, arbiter − osoba, która czuwa nad prawidłowym przebiegiem konkurencji i  przestrzeganiem zasad gry, przyznająca i zatwierdzająca zdobyte punkty. W grach zespołowych sygnalizuje faule oraz inne błędy i przewinienia. Decyzje sędziego sportowego nie podlegają anulowaniu przez ich przełożonych i są rozstrzygające u bukmacherów.

## Sędzia wpiłce nożnej
Zasugerowano, aby ten artykuł podzielić na różne artykuły – Sędzia sportowy i Sędzia piłkarski

### Osobowość sędziego piłki nożnej i cechy od niego wymagane
Najważniejszą cechą każdego sędziego musi być bezstronność, gdyż bez niej mecz nie może zostać dobrze przeprowadzony. Składnikiem, który w największym stopniu decyduje o poziomie sędziowania, jest znajomość i umiejętność stosowania przepisów gry. Innym ważnym elementem postawy sędziego w sportach drużynowych takich jak piłka nożna lub piłka ręczna jest kondycja fizyczna. Odporność psychiczna sędziego musi być ogromna, gdyż cały czas poddawany jest presji ze strony rywalizujących drużyn. Sędzia nie może bać się podejmować trudnych decyzji (np. rzut karny przeciwko drużynie gospodarzy).
Podczas sędziowania musi on być ubrany zgodnie z zasadami danego sportu, czysty, a nawet ogolony. Nie może posiadać żadnej ilości alkoholu ani narkotyków we krwi ani mieć syndromu dnia następnego, gdyż do wykonywania czynności sędziowania potrzebna jest jasność umysłu.

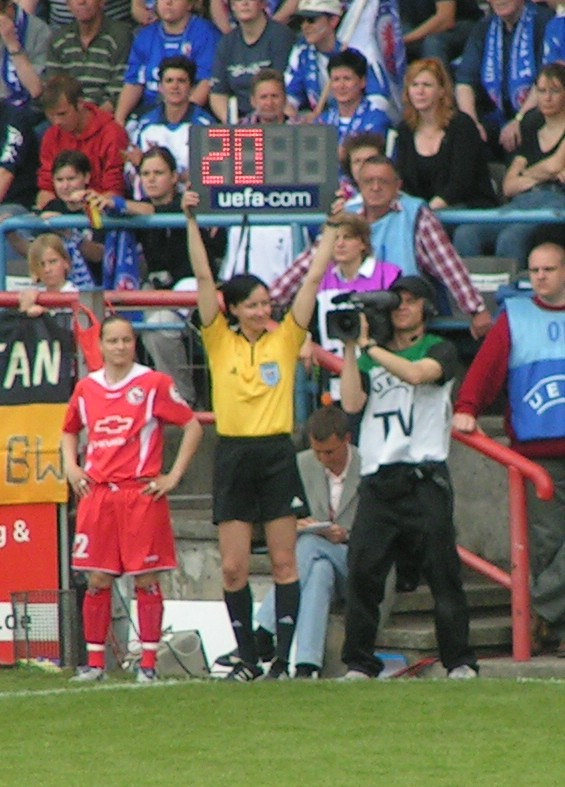
Sędzia techniczna ogłaszająca zmianę w drużynie

#### Liczba sędziów
W Ekstraklasie oraz I i II lidze polskiej sędziów jest czterech (sędzia główny, 2 sędziów asystentów oraz sędzia techniczny). Na III, IV lidze, V lidze, klasie okręgowej, klasie A oraz klasie B jest standardowo trzech sędziów (sędzia główny, 2 sędziów asystentów). Ustalenia w niższych klasach rozgrywkowych są różne w zależności od Wojewódzkiego Związku Piłki Nożnej. Najczęściej na C-klasę, a także mecze juniorów (z wyjątkiem I ligi juniorów i ligi wojewódzkiej (w tych przypadkach obsadzana jest również trójka sędziowska)) przyjeżdża jeden sędzia główny, który otrzymuje jako pomocników sędziów przygodnych (po jednym z każdej drużyny). W niektórych województwach jedynie na najmłodsze klasy rozgrywkowe (żaki) jest delegowany tylko sędzia główny.

#### Kto może zostać sędzią
Sędzią może zostać każdy, kto ukończył 18. rok życia (sędzią kandydatem 16.) i posiada minimum średnie wykształcenie lub uczęszcza do szkoły ponadgimnazjalnej kończącej się maturą. Wystarczy zapisać się i ukończyć kurs dla kandydatów na sędziego piłki nożnej.

#### Rodzaje sędziów w piłce nożnej
W piłce nożnej są różne rodzaje sędziów piłkarskich. Oprócz sędziego głównego, który prowadzi całe spotkanie i bezpośrednio odpowiada za wszystkie decyzje, w meczu biorą udział również: sędzia liniowy (jest ich dwóch), sędzia techniczny, a w najwyższych klasach rozgrywkowych również sędzia VAR (wideo). Liniowy odpowiada m.in. za określenie spalonego oraz czy piłka wyszła na aut. Techniczny za pokazanie ile jest doliczonego czasu, czy przeprowadzenie zmian, a VAR za weryfikowanie decyzji głównego sędziego.

### Błędy w sędziowaniu sportowym
Wyniki badań sugerują, że sędziowie asystenci podejmują jedną na pięć złych decyzji dotyczących spalonego. Jednym z problemów, przez które pomyłki są nieuniknione, jest ludzkie oko. Oko potrzebuje aż 0,3 sek. na przesłanie sygnału wzrokowego do świadomości. W tym czasie gracz nadal się przemieszcza, co sprawia, że decyzja np. o spalonym jest natychmiast nieaktualna. Uczeni z uniwersytetu w Amsterdamie odkryli także, że jeśli sędziowie nie znajdują się dokładnie na jednej linii z graczami, istnieje wielkie prawdopodobieństwo, że ulegną złudzeniu optycznemu, polegającemu m.in. na przykładzie uzasadniającym uniwersyteckie badania i podejmą złą decyzję o spalonym:

Weźmy dwie monety i trzymajmy je pionowo, po jednej w każdej dłoni. Teraz ustawmy je w jednej linii na długość wyciągniętego ramienia, tak by jedna z nich schowała się za drugą. Wyobraźmy sobie, że schowana moneta to napastnik X biegnący z lewej strony na prawą, a druga to obrońca Y starający się wykonać pułapkę ofsajdową. Skądkolwiek się na nich patrzy, znajdują się oni w jednej linii, więc napastnik X jest z boku. A teraz trzymając obie monety nieruchomo, przesuńmy głowę lekko w prawo. Widzimy, że napastnik X znajduje się po prawej stronie obrońcy Y - a więc bliżej linii bramki. Oczywiście wciąż znajduje się on w jednej linii z obrońcą, lecz mamy wrażenie, że trafił w pułapkę ofsajdową. Przy takich optycznych trikach aż dziw, że błędnych decyzji jest tak mało.

W jednym z informatorów dla sędziów można przeczytać:

Dobry arbiter, jak każdy wychowawca, musi pamiętać by nie nadużywać przysługującego prawa do karania. Właściwa ocena sytuacji i związane z tym działania sędziego kształtują późniejsze postępowanie obserwujących to zawodników. Złe lub niesprawiedliwe decyzje również nie pozostają bez wpływu na dalszy rozwój młodego człowieka. Jeżeli bowiem poczuje się on ewidentnie skrzywdzony może zniechęcić się do kolejnych turniejów, do sportowej rywalizacji, a może nawet do praktykowanej do tej pory sztuki walki. Odchodząc zrażony może zmienić on środowisko, krąg znajomych. Niestety nie zawsze będzie to zmiana na lepsze. Jest to sytuacja szczególnie niebezpieczna, gdyż rozbudzona już w młodym człowieku dążność do „sprawdzania się” zamiast na macie może znajdować ujście poza nią. Sędzia w sztukach walk powinien być świadomy tego, iż każda nieuczciwość czy niekompetencja z jego strony może rodzić kolejnych „parkowych karateków” szukających tam okazji by dać upust energii, a może przy okazji również zaimponować kolegom.

## Sędzia wpiłce ręcznej

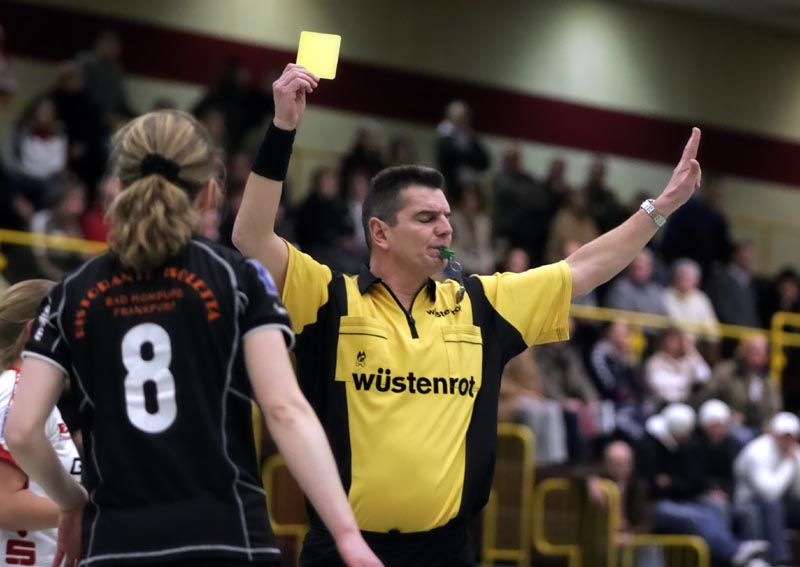
Sędzia piłki ręcznej pokazujący zawodniczce żółtą kartkę

W piłce ręcznej sędzia jest uprawniony do karania na cztery sposoby:
- karami minutowymi (tj. zawodnik schodzi z boiska na określoną ilość czasu, najczęściej na 2-4 minuty) za poważniejsze faule;
- żółtą kartką (ostrzeżenie zawodnika) za lekkie faule;
- czerwoną kartką (zawodnik na stałe schodzi z boiska) za bardzo ciężki faul lub powtarzające się niesportowe zachowania zawodnika. Dodatkowo za "wybitnie niesportowe zachowanie" sędziowie mogą opisać daną sytuację w protokole, co powoduje dodatkowe sankcje dla zawodnika i drużyny.

## Sędzia wkoszykówce

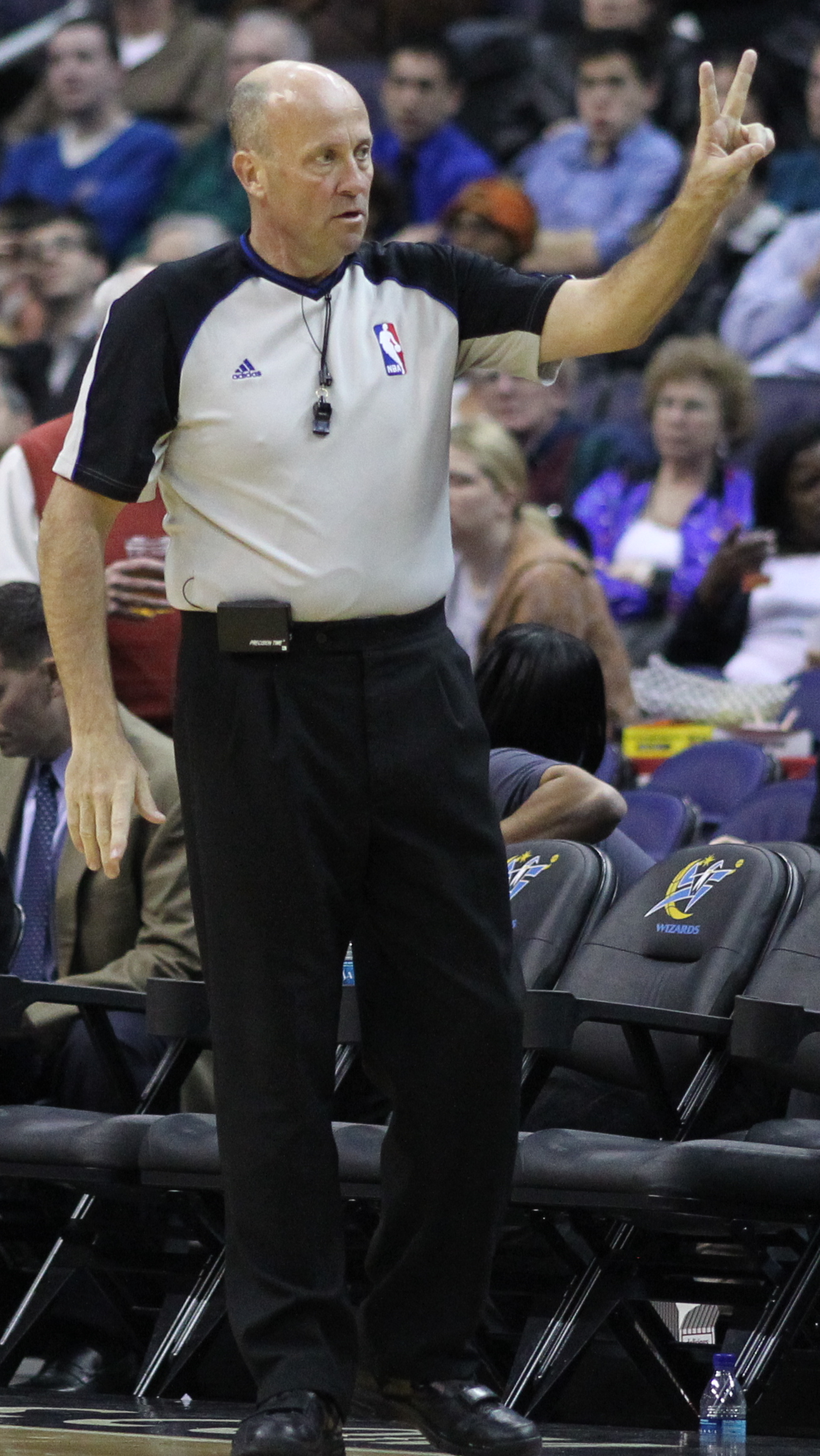
Sędzia koszykarski

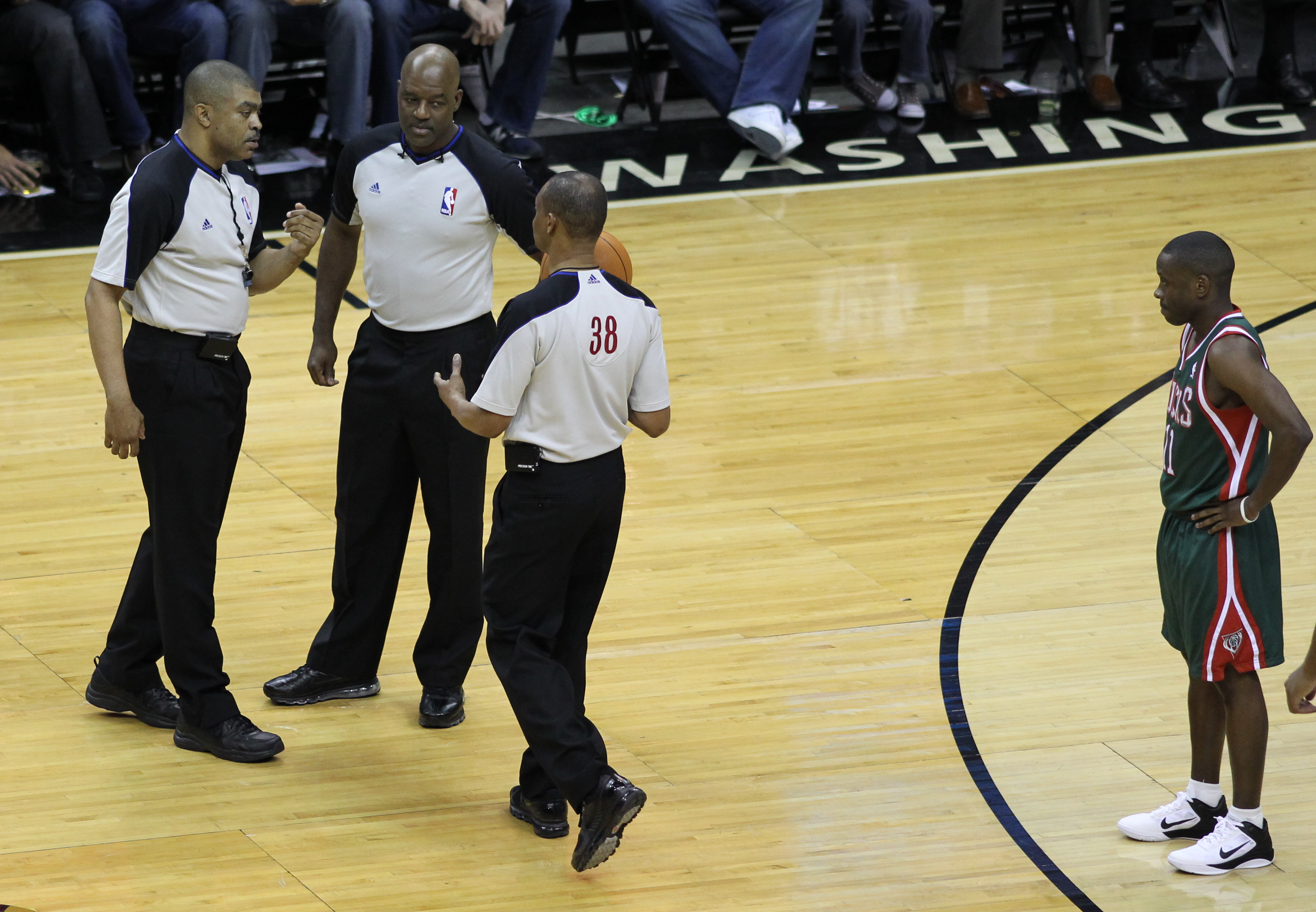
Sędziowie NBA

Podczas meczu koszykówki znajduje się dwóch lub trzech sędziów będących na parkiecie oraz trzech lub czterech sędziów "stolikowych" - sekretarz, mierzący czas gry, mierzący czas 24 sekund potrzebny na rozegranie akcji drużyny oraz ewentualnie asystent sekretarza.

### Obowiązki i prawa sędziów koszykarskich

#### Sędzia główny
- wybiera piłkę, którą drużyny będą grać podczas meczu
- decyduje o przegranej walkowerem
- wykonuje rzut sędziowski na rozpoczęciu I kwarty
- podejmuje decyzje w sprawach nieuregulowanych oficjalnymi przepisami
- ma prawo przerwać mecz
- w przypadku protestu w ciągu godziny musi poinformować o tym fakcie organizatora rozgrywek
- dokładnie sprawdza, zatwierdza i podpisuje protokół meczu

#### Pomocniczy sędziowie boiskowi
- informują o naruszeniu przepisów na boisku, obszarze ławek, ławkach drużyn, lub stoliku sędziowskim
- decydują o zatrzymaniu gry w przypadku faulu, lub błędu, zgodnie z intencją przepisów, zdrowym rozsądkiem i uwagą, by wpłynąć korzystnie na drużynę poszkodowaną

#### Komisarz

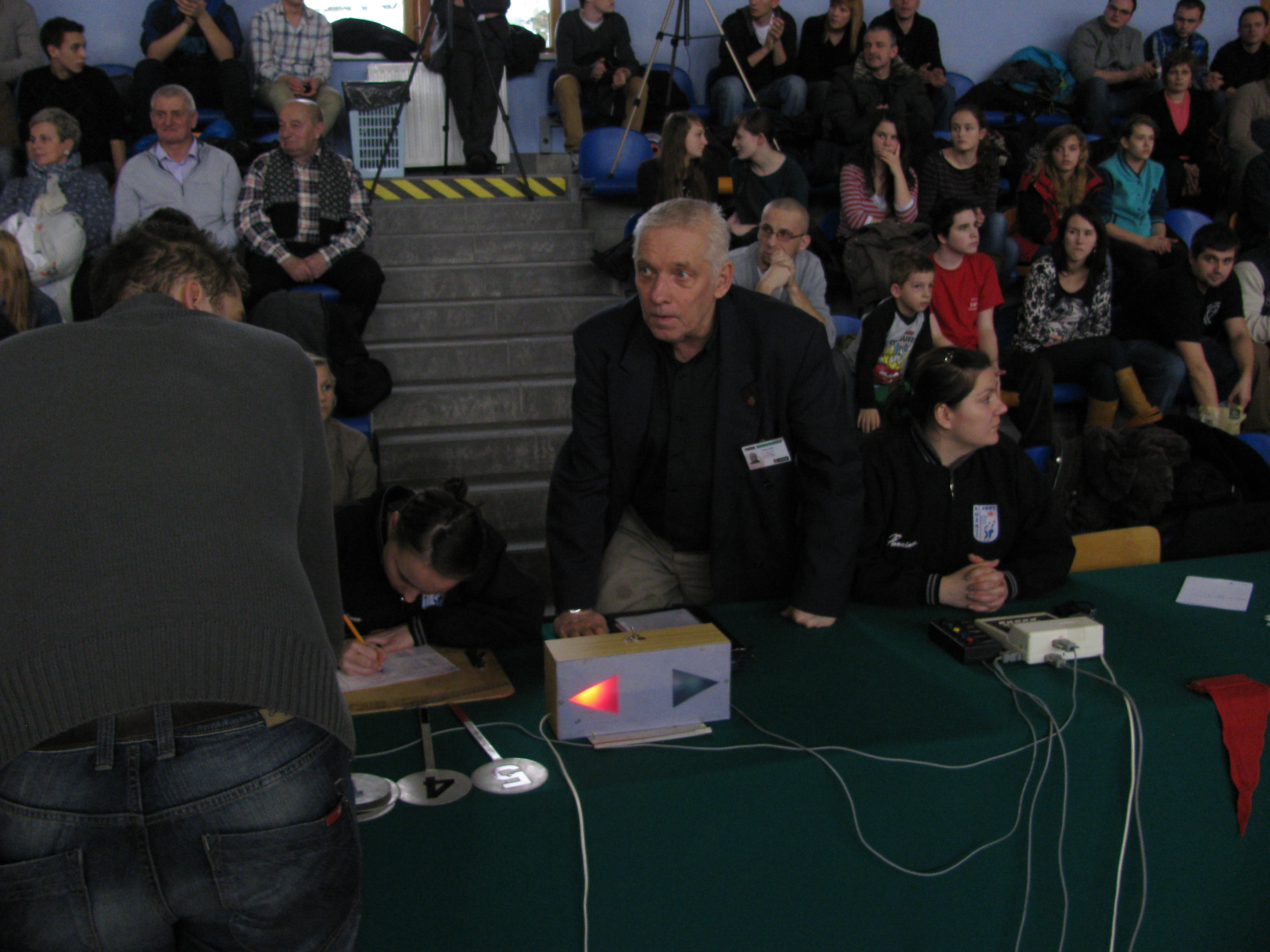
Komisarz z ramienia PZKosz na półfinałach mistrzostw Polski juniorów starszych w koszykówce w Wadowicach

- zajmuje miejsce przy stoliku sędziowskim między sekretarzem i mierzącym czas gry
- pomoc sędziom boiskowym w celu zapewnienia sprawnego przebiegu meczu
- nadzorowanie sędziów stolikowych

#### Sekretarz
- prowadzi i uzupełnia protokół meczu
- jest odpowiedzialny za naprzemienne posiadanie piłki w sytuacjach rzutu sędziowskiego, poprzez obracanie "strzałką naprzemiennego posiadania piłki"
- pokazuje liczbę fauli zawodnika przez "tabliczkę fauli", w ten sposób by trenerzy obu drużyn mogli widzieć cyfrę na niej napisaną
- jeśli drużyna w danej kwarcie sfaulowała 4 razy, sekretarz ustawia na końcu stolika sędziowskiemu bliższemu ławce tej drużyny "marker fauli drużyny"
- odpowiada za zmiany zawodników

#### Asystent sekretarza
- pomoc sekretarzowi
- obsługa tablicy wyników
- odpowiada za zgodność statystyk z tablicy wyników z zapisami w protokole meczu

#### Mierzący czas gry
- odmierzanie:
  - czasu gry
  - czasu przerw meczu
  - czasu przerw na żądanie
- informowanie drużyn i sędziów o tym, iż do rozpoczęcia trzeciej kwarty pozostały 3 minuty

#### Mierzący czas 24 sekund

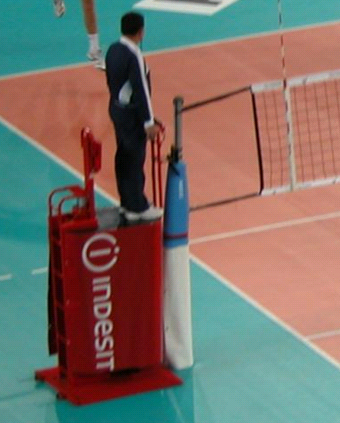
W siatkówce sędzia stoi na specjalnym podwyższeniu umieszczonym przy antence, aby dokładniej widzieć sytuacje na boisku

- obsługa zegara 24 sekund

## Sędzia wpiłce siatkowej
Ponieważ siatkówka jest grą bezkontaktową (tj. zawodnik jednej drużyny nie ma bezpośredniego kontaktu z zawodnikiem drugiej drużyny, ponieważ są oni oddzieleni siatką), bardzo rzadko zdarzają się w niej niebezpieczne sytuacje, tak jak np. bójki. Sędzia zajmuje się głównie analizowaniem sytuacji zaistniałych na boisku oraz zatwierdzaniem punktów.
Podczas gry w siatkówkę na boisku znajdują się sędzia pierwszy oraz sędzia drugi, sekretarz, dwóch (lub czterech) sędziów liniowych, kontrolujących czy piłka nie opuściła pola gry, oraz ewentualnie w niektórych meczach - asystent sekretarza.

## Sędzia whokeju na lodzie
- Kary minutowe (tzw. wykluczenia);
- Krótkie kary za faule;
- Długie kary za bójki na lodowisku.

## Sędzia wbilardzieisnookerze
W bilardzie podczas gry obecny jest tylko jeden sędzia, który jest bardzo ważną osobą podczas meczu. Sędzia układa bile w trójkącie na stole na początku partii oraz dba o jego czystość (np. układa włosie na stole na początku meczu).
W snookerze sędzia musi być elegancko ubrany, najczęściej w garnitur. Bardzo ważnym elementem jego stroju są białe rękawiczki, będące zarazem jego znakiem rozpoznawczym. Od sędziego snookerowego wymagana jest także umiejętność szybkiego dodawania, potrzebna do obliczania ilości punktów zdobytych przez gracza.

## Sędzia wpływaniu
Sędziowie w pływaniu egzekwując przepisy sportowe zapewniają sprawiedliwe warunki rywalizacji wszystkim zawodnikom.
Oceniają prawidłowość startu, sposobu płynięcia, wykonywania nawrotów i zakończenia wyścigu.
Mierzą czas i ustalają kolejność zawodników, i/lub nadzorują działanie automatycznego systemu pomiaru czasu.
W konkurencjach sztafetowych sprawdzają prawidłowość wykonania zmian sztafetowych.
Pełnią funkcje administracyjne, gromadzą zawodników przed startem, weryfikują listy zawodników kwalifikujących się do finałów konkurencji, wypełniają wnioski o zatwierdzenie rekordów kraju/świata, itp.

### Funkcje sędziowskie
Przepisy pływania wyróżniają dziesięć funkcji sędziowskich: sędzia główny, starter, kierownik pomieszczenia kontrolnego (sekretariatu), sędzia stylu, inspektor nawrotów, sędzia mierzący czas, sędzia celowniczy, kierownik inspektorów nawrotów, kierownik sędziów mierzących czas, kierownik sędziów celowniczych.

#### Sędzia główny
Sędzia główny jest odpowiedzialny za prawidłowe przeprowadzenia zawodów pływackich. Nadzoruje pracę pozostałych sędziów i podejmuje ostateczne decyzje, np. o dyskwalifikacji zawodnika (na podstawie zgłoszeń od innych sędziów i własnej obserwacji).
Sędzia główny rozpoczyna procedurę startu każdego wyścigu podając sygnały gwizdkiem.

#### Starter
Starter jest odpowiedzialny za zapewnienie sprawiedliwych warunków startu wszystkim zawodnikom.
Podaje komendę "na miejsca" i sygnał startu.
Razem z sędzią głównym ocenia czy start zawodników był prawidłowy.

#### Sędzia stylu
Sędzia stylu obserwuje sposób pływania oraz wykonywania nawrotów i zakończenia wyścigu przez zawodników chodząc z boku pływalni.

#### Inspektor nawrotów
Inspektor nawrotów obserwuje sposób wykonywania nawrotów i zakończenia wyścigu przez zawodników (włącznie z ostatnim ruchem przed dotknięciem ściany i pierwszym ruchem po opuszczeniu ściany).
Na większości zawodów dodatkowo pełni funkcję sędziego mierzącego czas.

#### Sędzia mierzący czas
Sędzia mierzący czas jest odpowiedzialny jedynie za pomiar czasu zawodnika przy użyciu ręcznego czasomierza (stopera) lub obsługuje przycisk pomiaru półautomatycznego.

#### Sędzia celowniczy
Sędzia celowniczy ustala kolejność zawodników na zakończenie wyścigu.
Kolejność ustalona przez aparaturę automatycznego pomiaru czasu ma pierwszeństwo nad oceną sędziów celowniczych, w związku z czym ocena sędziego celowniczego jest brana pod uwagę jedynie w przypadku awarii aparatury lub gdy aparatura nie jest dostępna.

#### Kierownik wyścigów
Kierownik wyścigów oczekuje na zawodników na miejscu zbiórki.
Sprawdza czy stroje pływackie zawodników są zgodne z przepisami.
W zawodach gdzie obowiązują przepisy dotyczące reklamy, kierownik wyścigów sprawdza czy ubiór i wyposażenie zawodnika nie narusza regulaminu zawodów.
Wyprowadza zawodników na platformę startową bezpośrednio przed rozpoczęciem wyścigu.

### Liczba sędziów
Całkowita liczba sędziów zależy od liczby torów na której rozgrywane są wyścigi i rangi zawodów.
Na zawodach okręgowych rozgrywanych na pływalniach z sześcioma torami najczęściej sędziuje kilkunastu sędziów, a w trakcie zawodów międzynarodowych na pływalniach dziesięciotorowych nawet ponad czterdziestu.
Przykładowa pełna obsada sędziowska na pływalni ośmiotorowej (Igrzyska Olimpijskie Londyn 2012):
- 2 sędziów głównych
- 2 starterów
- 4 sędziów stylu (po 2 sędziów na każdym boku pływalni)
- 2 kierowników inspektorów nawrotów (1 kierownik na każdym końcu pływalni)
- 16 inspektorów nawrotów (1 inspektor na każdym końcu każdego toru)
- 2 rezerwowych inspektorów nawrotów
- 1 kierownik pomieszczenia kontrolnego
- 8 kierowników wyścigów
- 2 sędziów przy stoliku sędziowskim (akredytacje zawodników i kontakt z kierownikami drużyn)
- 2 rezerwowych sędziów

Jeżeli nie stosuje się automatycznego pomiaru czasu, konieczne może być zastosowanie kolejnych kilkunastu-kilkudziesięciu sędziów mierzących czas (1 inspektor nawrotów i 2 sędziów mierzących czas na tor), 1 kierownika sędziów mierzących czas i 2 sędziów mierzących czas dodatkowo.